# راد بلفیت
راد بلفیت (انگلیسی: Rod Belfitt؛ زادهٔ ۳۰ اکتبر ۱۹۴۵) بازیکن فوتبال اهل بریتانیا است.
از باشگاه‌هایی که در آن بازی کرده‌است می‌توان به باشگاه فوتبال لیدز یونایتد، باشگاه فوتبال فولام، باشگاه فوتبال ایپسویچ تاون، باشگاه فوتبال اورتون، باشگاه فوتبال وورکساپ تاون، باشگاه فوتبال هادرزفیلد تاون، و باشگاه فوتبال ساندرلند اشاره کرد.